# وینی پو (کتاب)
وینی پو (به انگلیسی: Winnie-the-Pooh) یک کتاب پرفروش کلاسیک برای کودکان است. این اولین جلد داستان در مورد وینی پو است که توسط آلن الکساندر میلن، نویسنده اهل بریتانیا در سال ۱۹۲۶ نوشته شده و توسط ارنست هوارد شپرد، یک تصویرگر کتاب اهل بریتانیا به تصویر کشیده شده‌است.
این کتاب بر ماجراهای یک خرس عروسکی (تدی خرسه) به نام وینی پو و دوستانش پیگلت (یک خوک کوچک اسباب بازی)، ایُور (یک الاغ اسباب بازی)، Owl (یک جغد اسباب بازی) و ربیت (یک خرگوش اسباب بازی) متمرکز است. شخصیت‌های کانگا (یک کانگورو اسباب بازی)، پسرش رو و تیگر (یک ببر اسباب بازی) بعداً معرفی می‌شوند.
در سال ۲۰۰۳ در کشور بریتانیا یک نظرسنجی به نام بیگ رد، برای انتخاب بهترین رمان تمام دوران‌ها و توسط بی‌بی‌سی انجام شد که وینی پو در رتبه هفتم قرار گرفت.

## اقتباس‌ها
شرکت والت دیزنی با اقتباس از داستان‌های وینی پو مجموعه انیمیشن‌هایی را تولید کرد که با استقبال مخاطبان مواجه شد.